# 2260 Neoptolemus
2260 Neoptolemus este un asteroid descoperit pe 26 noiembrie 1975.